# 데블스 더블
데블스 더블(The Devil's Double)은 2011년 공개된 전기 영화로, 우다이 후세인을 그린 영화이다.

## 출연

### 주연
- 도미닉 쿠퍼
- 루디빈 사니에

### 조연
- 라드 라위
- 멤 퍼더
- 다 살림
- 카리드 레이스
- 파노 마스티
- 나세르 메마지아
- 필립 쿼스트
- 셀바 라살링감
- 마크 미프서드
- 미마운 오이사
- 스튜어트 스커다모어
- 제이미 하딩
- 엠버 로즈 레바
- 앤드레 아기어스

## 기타
- 라인프로듀서: 가이 태너힐
- 미술: 폴 커비
- 의상: 안나 B. 쉐파드
- 배역: 에이미 허바드
- 배역: 에드워드 세이드